# إدي كاميرون
إدي كاميرون (بالإنجليزية: Eddie Cameron)‏ (1895 بغلاسكو في المملكة المتحدة - ) هو لاعب كرة قدم بريطاني (وحمل سابقاً جنسية المملكة المتحدة لبريطانيا العظمى وأيرلندا) في مركز الهجوم. لعب مع برمنغهام سيتي ونادي إكزتر سيتي ونادي والسول ونادي هدنسفورد تاون وستافورد رينجرز ونادي نيلسون وCradley Heath F.C. ‏ ونادي كلايدبانك ‏.